# Nelvaanok
A nelvaanok vagy nelvaaniak (angolos írásmóddal: Nelvaanian vagy Nelvaan) a Csillagok háborúja elképzelt univerzumának egyik kétlábú, értelmes faja, amely a Nelvaan nevű bolygón él.

## Leírásuk
A nelvaannok farkasszerű értelmes faj. A nelvaanokat zöldeskék szőrzet borítja, szemük és hajuk fekete színű. Arcuk megnyúlt. Fogaik hegyesek. Megjelenésük erőteljes. Az átlag férfi 2 méter, a nő 1,5 méter magas. A mutációs kísérleten átment férfiak 3 méteresek lettek, ezenkívül kövér és torz megjelenést kaptak. A mutáns nelvaanok metszőfogai patkányszerűen kiállnak.
A férfiak hazajövetele után az újszülött fiúgyermekek örökölték apáik mutáns génjeit, a lánygyermekekre azonban nem hatott a mutáció.

## Kultúrájuk
A klónháborúk idején a nelvaanok fejletlen, kis törzsekben éltek. Az egymástól távolabb eső törzsek között nem volt semmiféle kapcsolat; űrutazásról szó sem volt. A nelvaanok erősen természetimádók.
E faj törzsi hagyományainak a központját a család képviseli. A családban mindegyik rokon, de a legközelebbi ismerősök is beletartozhatnak. Habár a férfiak a harcosok és a becserkészők, a törzsben a nők a legfontosabbak. A nők dolga felállítani a lakhelyeket, összegyűjteni az élelmet és felnevelni a fiatalságot, vagyis a törzs jövőjét.
A törzs vezére a sámán és ennek a házastársa. A sámán lehet férfi, de nő is. Hogy elkerüljék a sámáni címért való versengést, hiedelmük szerint a sámánt az úgynevezett Nagy Anya választja ki.

## Történelmük
A klónháborúk idején a nelvaanok azt állították, hogy találkoztak a Szellem Kézzel. A legendáik szerint a Szellem Kéz eljön akkor, amikor a nelvaanoknak a legnagyobb szűkségük van rá, és felszabadítja őket a rabságból. Anakin Skywalker megérkezésekor a bolygóra sok nelvaan azt hitte, hogy eljött a Szellem Kéz, vagyis nelvaan nyelven holt kazet. Ezt a hiedelmet az is megerősítette, hogy Anakin az Orvos nevű sámán által készített teszten sikeresen átment, a végén pedig kiszabadította a nelvaan férfiakat Dooku gróf rabságából.

## Megnevezett nelvaanok
- Harvos – férfi; harcos, a Techno Unió tudósai kísérleteztek rajta
- Orvos – férfi; a Rokrul nevű falu öreg sámánja
- Tuzes-Adaz – nő; Rokrul falu vezérnője